# Barranc de la Bastida
El barranc de la Bastida és un barranc que transcorre íntegrament pel municipi de la Baronia de Rialb, a la Noguera. Es forma a 751 m. d'altitud en la Font de Pallerols, damunt el Collet del Toni, prop de nucli de Pallerols de Rialb. Durant el curs del barranc, s'hi ajunten les aigües de la rasa de Baró, la de Vilamallans, entre d'altres. Finalment, es barreja en el riu Rialb, justament a la part més occidental del pantà de Rialb.